# Aillon-le-Vieux
Aillon-le-Vieux – miejscowość i gmina we Francji, w regionie Owernia-Rodan-Alpy, w departamencie Sabaudia.
Według danych na rok 1990 gminę zamieszkiwało 156 osób, a gęstość zaludnienia wynosiła 7 osób/km² (wśród 2880 gmin regionu Rodan-Alpy Aillon-le-Vieux plasuje się na 1466. miejscu pod względem liczby ludności, natomiast pod względem powierzchni na miejscu 416.).